# Església de Sant Miquel Arcàngel (Quart de les Valls)
L'església de Sant Miquel Arcàngel és un església parroquial d'estil barroc al municipi valencià de Quart de les Valls (el Camp de Morvedre). Construïda entre 1771 i 1780 sobre un petit temple gòtic, es localitza al centre del municipi i està inscrita com a Bé d'interès cultural amb codi 46.12.101-001 i nombre d'anotació ministerial RI-51-0004595 de 16 de febrer de 1982. Es tracta d'una església d'una sola nau amb capçalera recta i capelles laterals, situades entre els contraforts i on la nau es cobreix amb volta de canó amb llunetes en què se situen les finestres. El campanar està adossat a la façana principal i consta de tres cossos, i se situa en el baix l'escala que condueix al cor. El primer cos està construït amb maçoneria i carreus en els cantons, mentre que el cos de campanes i la rematada estan realitzats amb maó.

## Història
Després de l'expulsió dels moriscos el 1609, Quart de les Valls va quedar despoblada. Va ser venuda per la corona en diverses ocasions, als comtes d'Almenara i finalment al de Faura. Aquest va realitzar una repoblació amb gent d'Aragó i Catalunya. Fruit d'aquesta repoblació, va ser la construcció d'una primera església dedicada a sant Miquel. No obstant això, la repoblació no va ser suficient per a reactivar l'economia local. Per això, es va arribar a un acord amb l'orde dels Servents de Maria. Aquest orde italià ja estava establert a Montant (l'Alt Millars).
L'església, del 1771, es va edificar adossada al convent dels servites. El convent va ser desamortitzat el 1835 i l'edifici va passar a una successió d'usos diferents: escola, residència de mestres, dependències municipals diverses, jutjat de pau i fins i tot corral. El 1965 l'antic convent, en ruïnes, va ser demolit, i en quedà només l'església i algun mur. L'església va seguir en ús després de la desamortització del 1835. Atès que la primitiva parròquia, que datava del 1535, es trobava en molt mal estat, es va decidir traslladar la seu parroquial a l'antiga església conventual.